# Tiefschwarz
Tiefschwarz (prononcé en allemand : [tiːf.ʃʋaʁts]) est un groupe d'electro house, de tech house et de deep house composé de deux frères, Ali (né le 7 juin 1967) et Basti (né le 28 décembre 1969) Schwarz. Le groupe s'est créé à Stuttgart en 1996, avant que Peter Hoff, le propriétaire des studios Benztown à Stuttgart, le rejoigne. Leur nom signifie noir profond en allemand : en plus d'être un jeu de mots sur le nom des deux frères, il s'agit d'une référence à leur goût pour la deep house.
Leurs premières productions sortent en 1997, sous le label Continuemusics, avant de sortir le morceau Music sur le label Wave Music de François Kevorkian, en 1999. Leur premier album, RAL9005, est sorti en 2001 sur le label Four Music.
Ali et Basti Schwarz opèrent comme DJ dans toute l'Europe depuis 1995, notamment en Allemagne, en Suisse et à Ibiza. Ils se sont également produits à Miami, New York, Melbourne, Sydney, Amsterdam, Sarajevo, Londres, Anvers et Stockholm.

## Discographie

### Albums
- Eat Books (2005)
- Chocolate (2010)
- Left (2015)

### Mix disponibles
- A Little Help For Your Friends (2002)
- Misch Masch (2006)
- Mix Fabric no 29  (2006)

## Source
- (en) Cet article est partiellement ou en totalité issu de l’article de Wikipédia en anglais intitulé « Tiefschwarz » (voir la liste des auteurs).